# Světový pohár ve sportovní střelbě 2009
Světový pohár ve sportovní střelbě 2009 byl 24. ročníkem světového poháru ve sportovní střelbě pořádaný International Shooting Sport Federation.

## Kalendář
| Datum                   | Místo      | Puška | Pistole | Brokovnice |
| ----------------------- | ---------- | ----- | ------- | ---------- |
| 10.–15. duben           | Čchangwon  | ✔     | ✔       |            |
| 18.–23. duben           | Peking     | ✔     | ✔       |            |
| 3.–9. květen            | Káhira     |       |         | ✔          |
| 14.–20. květen          | Mnichov    | ✔     | ✔       | ✔          |
| 23.–28. květen          | Milán      | ✔     | ✔       |            |
| 7. –13. červen          | Minsk      |       |         | ✔          |
| 17.–23. červen          | San Marino |       |         | ✔          |
| 26. září – 2. říjen     | Istanbul   |       |         | ✔          |
| 27. říjen – 1. listopad | Peking     | ✔     | ✔       |            |

## Medailové umístění

### Muži - puška
| Libovolná malorážka 3x40 ran | Libovolná malorážka 3x40 ran | Libovolná malorážka 3x40 ran | Libovolná malorážka vleže | Libovolná malorážka vleže | Libovolná malorážka vleže | Vzduchová puška       | Vzduchová puška       | Vzduchová puška       |
| Čchangwon (15. dubna)        | Čchangwon (15. dubna)        | Čchangwon (15. dubna)        | Čchangwon (12. dubna)     | Čchangwon (12. dubna)     | Čchangwon (12. dubna)     | Čchangwon (10. dubna) | Čchangwon (10. dubna) | Čchangwon (10. dubna) |
| ---------------------------- | ---------------------------- | ---------------------------- | ------------------------- | ------------------------- | ------------------------- | --------------------- | --------------------- | --------------------- |
| Zlatá medaile                | Gagan Narang                 | 1264.0 (1166)                | Zlatá medaile             | Warren Potent             | 700.0 (596)               | Zlatá medaile         | Zhu Qinan             | 700.3 (597)           |
| Stříbrná medaile             | Han Jin-seop                 | 1261.9 (1165)                | Stříbrná medaile          | Josselin Henry            | 699.4 (596)               | Stříbrná medaile      | Cao Yifei             | 698.6 (595)           |
| Bronzová medaile             | Aleksey Kamensky             | 1261.7 (1167)                | Bronzová medaile          | Ole Magnus Bakken         | 699.3 (597)               | Bronzová medaile      | Gagan Narang          | 696.7 (594)           |
| Peking (23. dubna)           | Peking (23. dubna)           | Peking (23. dubna)           | Peking (20. dubna)        | Peking (20. dubna)        | Peking (20. dubna)        | Peking (18. dubna)    | Peking (18. dubna)    | Peking (18. dubna)    |
|                              |                              |                              |                           |                           |                           |                       |                       |                       |
| Mnichov (20. květen)         | Mnichov (20. květen)         | Mnichov (20. květen)         | Mnichov (18. květen)      | Mnichov (18. květen)      | Mnichov (18. květen)      | Mnichov (16. květen)  | Mnichov (16. květen)  | Mnichov (16. květen)  |
|                              |                              |                              |                           |                           |                           |                       |                       |                       |
| Milán (25. květen)           | Milán (25. květen)           | Milán (25. květen)           | Milán (28. květen)        | Milán (28. květen)        | Milán (28. květen)        | Milán (23. květen)    | Milán (23. květen)    | Milán (23. květen)    |
|                              |                              |                              |                           |                           |                           |                       |                       |                       |
| Finále: Peking               | Finále: Peking               | Finále: Peking               | Finále: Peking            | Finále: Peking            | Finále: Peking            | Finále: Peking        | Finále: Peking        | Finále: Peking        |
|                              |                              |                              |                           |                           |                           |                       |                       |                       |

### Muži - pistole
| Libovolná pistole     | Libovolná pistole     | Libovolná pistole     | Rychlopalná pistole      | Rychlopalná pistole      | Rychlopalná pistole      | Vzduchová pistole     | Vzduchová pistole     | Vzduchová pistole     |
| Čchangwon (11. duben) | Čchangwon (11. duben) | Čchangwon (11. duben) | Čchangwon (13–14. duben) | Čchangwon (13–14. duben) | Čchangwon (13–14. duben) | Čchangwon (12. duben) | Čchangwon (12. duben) | Čchangwon (12. duben) |
| --------------------- | --------------------- | --------------------- | ------------------------ | ------------------------ | ------------------------ | --------------------- | --------------------- | --------------------- |
| Zlatá medaile         | Čin Čong-o            | 674.6 (575)           | Zlatá medaile            | Aleksey Klimov           | 790.2 (590)              | Zlatá medaile         | Leonid Yekimov        | 691.0 (587)           |
| Stříbrná medaile      | Leonid Yekimov        | 665.0 (573)           | Stříbrná medaile         | Keith Sanderson          | 787.3 (589)              | Stříbrná medaile      | Čin Čong-o            | 689.7 (594 WR)        |
| Bronzová medaile      | Mikhail Nestruyev     | 662.2 (567)           | Bronzová medaile         | Zhang Jian               | 785.7 (588)              | Bronzová medaile      | Shi Xinglong          | 685.9 (584)           |
| Peking (19. duben)    | Peking (19. duben)    | Peking (19. duben)    | Peking (21–22. duben)    | Peking (21–22. duben)    | Peking (21–22. duben)    | Peking (20. duben)    | Peking (20. duben)    | Peking (20. duben)    |
|                       |                       |                       |                          |                          |                          |                       |                       |                       |
| Mnichov (17. květen)  | Mnichov (17. květen)  | Mnichov (17. květen)  | Mnichov (17–18. květen)  | Mnichov (17–18. květen)  | Mnichov (17–18. květen)  | Mnichov (19. květen)  | Mnichov (19. květen)  | Mnichov (19. květen)  |
|                       |                       |                       | Stříbrná medaile         | Martin Strnad            |                          |                       |                       |                       |
| Milán (28. květen)    | Milán (28. květen)    | Milán (28. květen)    | Milán (26–27. květen)    | Milán (26–27. květen)    | Milán (26–27. květen)    | Milán (24. květen)    | Milán (24. květen)    | Milán (24. květen)    |
|                       |                       |                       |                          |                          |                          |                       |                       |                       |
| Finále: Peking        | Finále: Peking        | Finále: Peking        | Finále: Peking           | Finále: Peking           | Finále: Peking           | Finále: Peking        | Finále: Peking        | Finále: Peking        |
|                       |                       |                       |                          |                          |                          |                       |                       |                       |

### Muži - brokovnice
| Trap                           | Trap                           | Trap                           | Double trap                 | Double trap                 | Double trap                 | Skeet                         | Skeet                         | Skeet                         |
| Káhira (3–4. květen)           | Káhira (3–4. květen)           | Káhira (3–4. květen)           | Káhira (6. květen)          | Káhira (6. květen)          | Káhira (6. květen)          | Káhira (8–9. květen)          | Káhira (8–9. květen)          | Káhira (8–9. květen)          |
| ------------------------------ | ------------------------------ | ------------------------------ | --------------------------- | --------------------------- | --------------------------- | ----------------------------- | ----------------------------- | ----------------------------- |
|                                |                                |                                |                             |                             |                             |                               |                               |                               |
| Mnichov (14–15. květen)        | Mnichov (14–15. květen)        | Mnichov (14–15. květen)        | Mnichov (17. květen)        | Mnichov (17. květen)        | Mnichov (17. květen)        | Mnichov (19–20. květen)       | Mnichov (19–20. květen)       | Mnichov (19–20. květen)       |
|                                |                                |                                |                             |                             |                             |                               |                               |                               |
| Minsk (12–13. červen)          | Minsk (12–13. červen)          | Minsk (12–13. červen)          | Minsk (10. červen)          | Minsk (10. červen)          | Minsk (10. červen)          | Minsk (7–8. červen)           | Minsk (7–8. červen)           | Minsk (7–8. červen)           |
|                                |                                |                                |                             |                             |                             |                               |                               |                               |
| San Marino (22–23. červen)     | San Marino (22–23. červen)     | San Marino (22–23. červen)     | San Marino (20. červen)     | San Marino (20. červen)     | San Marino (20. červen)     | San Marino (17–18. červen)    | San Marino (17–18. červen)    | San Marino (17–18. červen)    |
|                                |                                |                                |                             |                             |                             |                               |                               |                               |
| Finále: Istanbul (28–29. září) | Finále: Istanbul (28–29. září) | Finále: Istanbul (28–29. září) | Finále: Istanbul (26. září) | Finále: Istanbul (26. září) | Finále: Istanbul (26. září) | Finále: Istanbul (1–2. říjen) | Finále: Istanbul (1–2. říjen) | Finále: Istanbul (1–2. říjen) |
|                                |                                |                                |                             |                             |                             |                               |                               |                               |

### Ženy - puška
| Sportovní malorážka 3x20 ran | Sportovní malorážka 3x20 ran | Sportovní malorážka 3x20 ran | Vzduchová puška       | Vzduchová puška       | Vzduchová puška       |
| Čchangwon (13. dubna)        | Čchangwon (13. dubna)        | Čchangwon (13. dubna)        | Čchangwon (11. dubna) | Čchangwon (11. dubna) | Čchangwon (11. dubna) |
| ---------------------------- | ---------------------------- | ---------------------------- | --------------------- | --------------------- | --------------------- |
| Zlatá medaile                | Yin Wen                      | 685.2 (587)                  | Zlatá medaile         | Yin Wen               | 500.6 (396)           |
| Stříbrná medaile             | Wan Xiangyan                 | 676.8 (580)                  | Stříbrná medaile      | Xie Jieqiong          | 500.5 (398)           |
| Bronzová medaile             | Wang Chengyi                 | 676.6 (582)                  | Bronzová medaile      | Lee Da-hye            | 499.7 (398)           |
| Peking (21. dubna)           | Peking (21. dubna)           | Peking (21. dubna)           | Peking (19. dubna)    | Peking (19. dubna)    | Peking (19. dubna)    |
|                              |                              |                              |                       |                       |                       |
| Mnichov (19. května)         | Mnichov (19. května)         | Mnichov (19. května)         | Mnichov (16. května)  | Mnichov (16. května)  | Mnichov (16. května)  |
|                              |                              |                              |                       |                       |                       |
| Milán (26. května)           | Milán (26. května)           | Milán (26. května)           | Milán (23. května)    | Milán (23. května)    | Milán (23. května)    |
|                              |                              |                              |                       |                       |                       |
| Finále: Peking               | Finále: Peking               | Finále: Peking               | Finále: Peking        | Finále: Peking        | Finále: Peking        |
|                              |                              |                              |                       |                       |                       |

### Ženy - pistole
| Sportovní pistole        | Sportovní pistole        | Sportovní pistole        | Vzduchová pistole     | Vzduchová pistole     | Vzduchová pistole     |
| Čchangwon (10–11. dubna) | Čchangwon (10–11. dubna) | Čchangwon (10–11. dubna) | Čchangwon (13. dubna) | Čchangwon (13. dubna) | Čchangwon (13. dubna) |
| ------------------------ | ------------------------ | ------------------------ | --------------------- | --------------------- | --------------------- |
| Zlatá medaile            | Wu Yan                   | 790.5 (586)              | Zlatá medaile         | Tong Xin              | 489.4 (388)           |
| Stříbrná medaile         | Yuliya Bondareva         | 788.9 (589)              | Stříbrná medaile      | Lee Ho-lim            | 488.3 (387)           |
| Bronzová medaile         | Stefanie Thurmann        | 787.2 (582)              | Bronzová medaile      | Lalita Yauhleuskaya   | 487.8 (386)           |
| Peking (18–19. dubna)    | Peking (18–19. dubna)    | Peking (18–19. dubna)    | Peking (21. dubna)    | Peking (21. dubna)    | Peking (21. dubna)    |
|                          |                          |                          |                       |                       |                       |
| Mnichov (16–17. května)  | Mnichov (16–17. května)  | Mnichov (16–17. května)  | Mnichov (20. května)  | Mnichov (20. května)  | Mnichov (20. května)  |
|                          |                          |                          |                       |                       |                       |
| Milán (25–26. května)    | Milán (25–26. května)    | Milán (25–26. května)    | Milán (24. května)    | Milán (24. května)    | Milán (24. května)    |
|                          |                          |                          |                       |                       |                       |
| Finále: Peking           | Finále: Peking           | Finále: Peking           | Finále: Peking        | Finále: Peking        | Finále: Peking        |
|                          |                          |                          |                       |                       |                       |

### Ženy - brokovnice
| Trap                        | Trap                        | Trap                        | Skeet                       | Skeet                       | Skeet                       |
| Káhira (3. května)          | Káhira (3. května)          | Káhira (3. května)          | Káhira (8. května)          | Káhira (8. května)          | Káhira (8. května)          |
| --------------------------- | --------------------------- | --------------------------- | --------------------------- | --------------------------- | --------------------------- |
|                             |                             |                             |                             |                             |                             |
| Mnichov (14. května)        | Mnichov (14. května)        | Mnichov (14. května)        | Mnichov (19. května)        | Mnichov (19. května)        | Mnichov (19. května)        |
|                             |                             |                             |                             |                             |                             |
| Minsk (12. června)          | Minsk (12. června)          | Minsk (12. června)          | Minsk (7. června)           | Minsk (7. června)           | Minsk (7. června)           |
|                             |                             |                             |                             |                             |                             |
| San Marino (22. června)     | San Marino (22. června)     | San Marino (22. června)     | San Marino (17. června)     | San Marino (17. června)     | San Marino (17. června)     |
|                             |                             |                             |                             |                             |                             |
| Finále: Istanbul (28. září) | Finále: Istanbul (28. září) | Finále: Istanbul (28. září) | Finále: Istanbul (1. října) | Finále: Istanbul (1. října) | Finále: Istanbul (1. října) |
|                             |                             |                             |                             |                             |                             |